# Silvana
Silvana – jednostka osadnicza w Stanach Zjednoczonych, w stanie Waszyngton, w hrabstwie Snohomish.